# Jardim vertical
O Jardim vertical, também pode ser chamado de fachada verde, parede verde, parede viva ou, no inglês, de green wall  e green façade, se referem a todos os sistemas de crescimento e desenvolvimento da vegetação em uma superfície vertical (paredes, fachadas, muros entre outros).

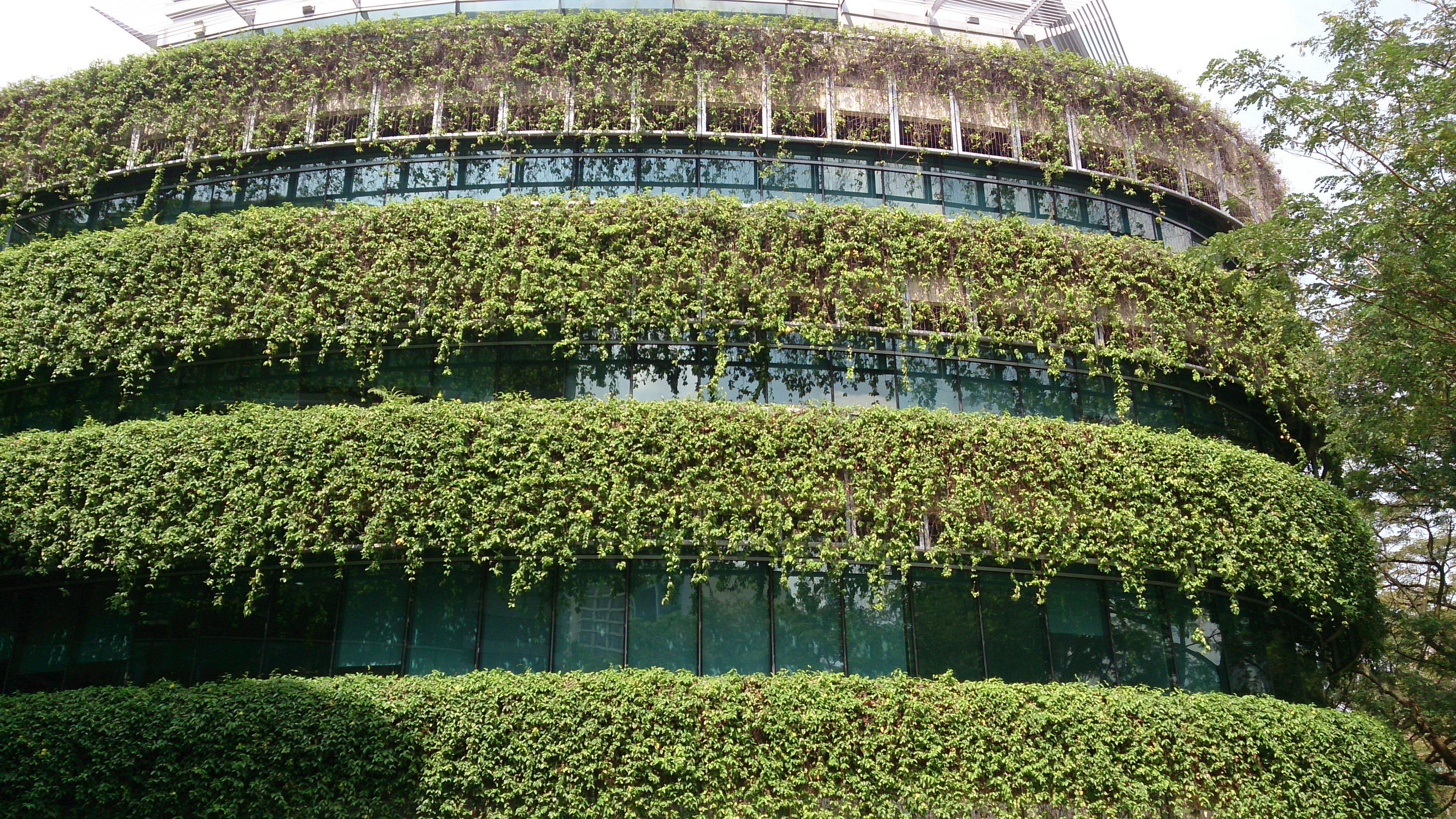
Jardim vertical da biblioteca de Li Ka Shing na Universidade de Gestão de Singapura (Singapore Management University)

O jardim vertical pode ser integrado na arquitetura de construções proporcionando uma melhora no microclima em seu entorno e se, em conjunto com as coberturas verdes, for aplicado em uma grande área urbana pode contribuir no manejo de água da chuva, qualidade do ar, enfraquecimento das ilhas de calor e para uma menor variação térmica.